# آفریکانس
آفریکانس یا آفریقایی (به آفریقایی: Afrikaans) یکی از زبان‌های ژرمنی شاخۀ غربی است؛ که بیشتر در کشورهای آفریقای جنوبی و نامیبیا رواج دارد. برخی از گویشوران این زبان در بوتسوانا، لسوتو، سوازیلند، زیمبابوه و زامبیا نیز ساکن هستند. شمار گویشوران زبان آفریقایی حدود ۶ میلیون نفر است.
آفریکانس در اصل گویشی از زبان هلندی است و تا اواخر سدۀ نوزدهم نیز به همین حالت شناخته می‌شد ولی پس از آن، آن را زبانی جدا به‌شمار آوردند. واژۀ آفریکانس در هلندی به معنای «آفریقایی» است.